# Eagle Village
Eagle Village és una concentració de població designada pel cens dels Estats Units a l'estat d'Alaska. Segons el cens del 2000 tenia 68 habitants.

## Demografia
Segons el cens del 2000, Eagle Village tenia 68 habitants, 32 habitatges, i 14 famílies La densitat de població era d'1,4 habitants/km².
Dels 32 habitatges en un 25% hi vivien nens de menys de 18 anys, en un 25% hi vivien parelles casades, en un 12,5% dones solteres, i en un 56,3% no eren unitats familiars. En el 43,8% dels habitatges hi vivien persones soles el 3,1% de les quals corresponia a persones de 65 anys o més que vivien soles. El nombre mitjà de persones vivint en cada habitatge era de 2,13 i el nombre mitjà de persones que vivien en cada família era de 3.
Per edats la població es repartia de la següent manera: un 25% tenia menys de 18 anys, un 5,9% entre 18 i 24, un 39,7% entre 25 i 44, un 25% de 45 a 60 i un 4,4% 65 anys o més.
L'edat mediana era de 39 anys. Per cada 100 dones hi havia 119,4 homes. Per cada 100 dones de 18 o més anys hi havia 142,9 homes.
La renda mediana per habitatge era de 6.875 $ i la renda mediana per família de 31.250 $. Els homes tenien una renda mediana de 40.000 $ mentre que les dones 47.917 $. La renda per capita de la població era de 13.887 $. Aproximadament el 20% de les famílies i el 55,7% de la població estaven per davall del llindar de pobresa.

## Poblacions més properes
El següent diagrama mostra les poblacions més properes.